# (9285) Le Corre
Pour les articles homonymes, voir Le Corre.
(9285) Le Corre est un astéroïde de la ceinture principale.

## Description
(9285) Le Corre, provisoirement nommé 1981 EL24, est un astéroïde la ceinture principale découvert le 2 mars 1981. 
Il présente une orbite caractérisée par un demi-grand axe de 2,9133 UA, d'une excentricité de 0,0574 et d'une inclinaison de 1,1395° par rapport à l'écliptique.
Il fut donné en l'honneur de Lucille Le Corre, née en 1983, à l'époque chercheur au Planetary Science Institute (en) à Tucson (USA).

## Compléments